# Dicrotendipes collarti
Dicrotendipes collarti är en tvåvingeart som först beskrevs av Maurice Emile Marie Goetghebuer 1936.  Dicrotendipes collarti ingår i släktet Dicrotendipes och familjen fjädermyggor. Inga underarter finns listade i Catalogue of Life.